# Arquidiocese de Atenas
A Arquidiocese de Atenas (em latim: Archidiœcesis Atheniensis) é uma circunscrição eclesiástica da Igreja Católica situada em Atenas, Grécia. Sua Sé é a Catedral de Catedral de São Dionísio o Areopagita.
Possui 14 paróquias servidas por 43 padres, contando com 100 000 habitantes, com 1,6% da população jurisdicionada batizada.[carece de fontes?]

## História
A Diocese de Rodes tem origem muito antiga, antes do Grande Cisma era sufragánea da arquidiocese de Corinto.
A arquidiocese de rito latino de Atenas foi erigida no início do século XIII em conjunto com a conquista de Constantinopla pelos Cruzados (1204); o Partenon foi transformado na nova catedral latina dedicada à Nossa Senhora.
Em 1833, a Grécia conquistou a independência. No ano seguinte, em 19 de agosto, Gregório XVI constituiu a delegação apostólica da Grécia, com a missão de zelar pelos interesses dos fiéis católicos do novo reino grego. Em 23 de julho de 1875, Pio IX restaurou a Arquidiocese Latina de Atenas, com jurisdição sobre a Ática.
Em 1926, algumas mudanças territoriais introduzidas pela Santa Sé acabaram com a função de delegado apostólico do arcebispo de Atenas.
Desde 1992, o arcebispo é também administrador apostólico da cadeira vaga da arquidiocese de Rodes.

## Arcebispos a partir do século XIX
- Giovanni Marangò † (1875 - 1891)
- Giuseppe Zaffino † (29 aprile 1892 - 7 febbraio 1895 deceduto)
- Gaetano De Angelis, O.F.M.Conv. † (1895 - 1900)
- Antonio Giovanni Battista Delenda † (1900 - 1911)
- Louis Petit, A.A. † (1912 - 1926 [nota 1][1])
- Giovanni Battista Filippucci (Filippoussis) † (1927 - 29 maio 1947 nomeado arcebispo de Nasso, Andro, Tino e Micono)
- Marco Sigala † (1947 - 1950)
- Marius Macrionitis, S.I. † (1953  - 1959)
- Venedictos Printesis † (1959 - 1972)
- Nikólaos Fóscolos (1973 - 2014)
- Sevastianos Rossolatos (2014 - 2021)
- Theodoros Kontidis, S.I., desde 14 de julho de 2021